# 3 Bats Live
3 Bats Live jest muzycznym DVD Meat Loafa. Koncert miał miejsce w marcu 2007 roku w Kanadzie w mieście London (prowincja Ontario), podczas trasy koncertowej "Seize The Night". Album zawiera głównie kompozycje z trzech części "Bat Out Of Hell".

## Lista utworów
1. All Revved Up With No Place To Go (Jim Steinman) – bardzo krótka wersja
2. Paradise By The Dashboard Light (Jim Steinman)
3. You Took The Words Right Out Of My Mouth (Jim Steinman)
4. Out Of The Frying Pan (And Into The Fire (Jim Steinman)
5. Life Is A Lemon (And I Want My Money Back) (Jim Steinman)
6. I’d Do Anything for Love (But I Won’t Do That) (Jim Steinman)
7. Objects In The Rear View Mirror May Appear Closer Than They Are (Jim Steinman)
8. Rock And Roll Dreams Come Through (Jim Steinman)
9. Seize The Night  (Jim Steinman) – bardzo krótka wersja
10. The Monster Is Loose
11. Bad For Good (Jim Steinman)
12. If It Ain't Broke, Break It (Jim Steinman)
13. Blind As A Bat
14. Two Out Of Three Ain't Bad (Jim Steinman)
15. Bat Out Of Hell (Jim Steinman)
16. Black Betty
17. It's All Coming Back To Me Now (Jim Steinman)
18. Mercury Blues
19. Gimme Shelter (Jagger, Richards)

## Osoby
- Meat Loaf: Główny wokal
- Kasim Sulton: Gitara basowa, Chórek
- John Miceli: Perkusja
- Mark Alexander: Fortepian, Keyboard, Chórek
- Paul Crook: Główna gitara elektryczna
- Randy Flowers: Gitary, Chórek
- Dave Luther: Saksofon, Keyboard, Chórek
- Aspen Miller: Główny wokal kobiecy
- Carolyn "C.C." Coletti-Jablonski: Chórek

## Osoby gościnnie
- Marion Raven – Gościnny wokal kobiecy w "It's All Coming Back To Me Now"